# تفضل حسین کشمیری
علامه تفضل حسین خان کشمیری (۱۷۲۷–۱۸۰۱ میلادی)، معروف به لقب خانِ علامه، یک دانشمند، فیزیکدان و فیلسوف شیعه بود. وی بیشتر برای ترجمه از کتاب اصول ریاضی فلسفه طبیعی اثر آیزاک نیوتن معروف است.

## زندگی‌نامه
علامه تفضل حسین کشمیری در یک خانواده کشمیری با نفوذ در سیالکوت در سال ۱۷۲۷ متولد شد. پدربزرگ وی کرم الله در دوران معین الملک، فرماندار لاهور، دارای وزارت بود. در سن ۱۳ سالگی پدر تفضل به دهلی رفت و تفضل در آنجا منطق و فلسفه را نزد ملا وجیه، شاگرد روحانی برجسته اهل سنت ملا نظام الدین، خواند. وی ریاضیات را از میرزا محمد علی فرا گرفت. در سن ۱۸ سالگی خانواده اش به لکهنو مهاجرت کرد و او در حوزه علمیه فرنگی محل ثبت نام کرد. به زودی او در مورد عقاید اهل سنت دچار تردید شد و از حوزه علمیه خارج شد و به تنهایی شروع به تحقیق کرد. وی سپس به اسلام شیعه گروید و در رشته علوم و نجوم عصر جدید تحصیل کرد.
مورخ علم، سایمون شفر، می‌گوید: 
«وی در سال مرگ نیوتن تفضل در شمال سیالکوت به دنیا آمد، در یک خانواده ای برجسته که به تشیع گرویده بودند و به دربار نزدیک بودند. وی در پایتخت دهلی به تحصیل منطق، ریاضیات و فلسفه طبیعی پرداخت، سپس نقل مکانی کرد و در سال ۱۷۴۵ به اوده رفت و در آنجا سریعاً به دربار نواب شجاع الدوله نزدیک شد. تفضل در معروف‌ترین مدرسه لکهنو، دارالعلوم فرنگی محل، خانه سابق تجار هلندی که اورنگ زیب شاه در سال ۱۶۹۳ میلادی به روحانیون سنی داده بود تا ملا نظام الدین سهالوی آنجا برنامه درس نظامی را اجرا کنند، ثبت نام کرد. جایی که مطالبی از متون خردگرایانه یونانی-عربی و فقه حنفی را به طلاب می‌آموختند تا بتوانند مسئولیت‌های اداری سلطنت را به عهده گیرند. آموزش این کالج در سیستم‌های تدبیر و تدبر مغول و انگلیس بسیار ارزش داشت. خواص جامعه مانند خانواده تفضل از منابع فرهنگی هندی-پارسی و علوم عقلی که در دهلی و لکهنو می‌آموختند، بهره سیاسی برداشتند. در این فضا غوطه وری در منطق و ریاضیات کلاسیک، از جمله شروحات کتاب‌های اقلیدس و بطلمیوس، با تسلط بر قوانین اداری و مدنی همراه بود.»
او فلسفه صدرایی را در حوزه علمیه فرنگی محل خوانده بود ولی به زودی از شبه علم خیالی دوری جست و به تعقل حقیقی پرداخت.

## فعالیت‌های علمی
در الله‌آباد، نواب شجاع الدوله وی را به عنوان مربی پسرش سعادت علی خان منصوب کرد. در آنجا سید دلدار علی نقوی جوان، که بعداً به غفران مآب معروف شد و به مقام مرجعیت فقهی شیعیان هند رسید، هم نزد او علوم عقلی فرا گرفت. در زمان نواب آصف الدولا، علامه کشمیری به عنوان سفیر سلطنت اوده در شرکت تجاری هند شرقی بریتانیا در کلکته منصوب شد. وی در آنجا زبان یونانی، لاتین و انگلیسی را آموخت و ترجمه آثار علمی دانشمندان اروپایی را به عربی آغاز کرد تا از این طریق فاصله بین جامعه علمی اروپا و جامعه آموزشی هند را پر کند. علم در قرن هجدهم در اروپا به دلیل بحث‌های عمومی در قهوه‌خانه‌ها، میخانه‌ها، مغازه‌ها، نمایشگاه‌ها و سایر مکان‌های عمومی شکوفا شده بود. با پایان قرن هجدهم میلادی، کلکته به یکی از مراکز اصلی مبادلات فرهنگی تبدیل شده بود که در آن چندین کار علمی بزبان انگلیسی مانند "مقدمه ای بر برق" اثر جیمز فرگوسن، "رساله ای کامل دربارهٔ برق" و "مقاله ای دربارهٔ نظریه و تجربات برق پزشکی" اثر تیبریوس کاوالو، مقاله‌های جورج آدامز در مورد برق، کتاب "هوای مصنوعی" اثر توماس بددوس، کتاب "شیمی" ژان آنتوان چاپل و مجلات علمی مانند "مجله فلسفی" در دست انتشار بود. اعضای انجمن علمی آسیایی که توسط ویلیام جونز در سال ۱۷۸۴ تأسیس شد، مباحثی دربارهٔ فلسفه می برگزار کردند.
سایمون شفر می‌گوید:
"تفضل صبح‌های خود را به شرح علوم اسلامی و تدرس ریاضی می‌گذراند. بعد با همکاران انگلیسی ناهار می‌خورد؛ و بعد از ظهر به درس فقه و تقابل مذاهب اسلامی می‌پرداخت. وی برای تسلط بر زبان شرکت، خواندن کتاب "تاریخ انگلیس" را شروع کرد اما بعداً ترک کرد. همکار سابق وی ویلیام بلین، که بعداً در لکهنو پزشک شد، به عنوان یک مترجم عمل می‌کرد: بلین به اندرسون گفت که تفضل "به‌طور کلی هر روز یک ساعت یا دو ساعت با من به خواندن کتاب‌های انگلیسی می‌پردازد … او به علم نجوم علاقه بیشتری دارد … شما می‌توانید چند کتاب در آن علم یا در شاخه‌های بالاتر ریاضیات مدرن برای او ارسال کنید." سفیر محترم شروع به کار بر روی مواد چالش برانگیز و سودمندتر کرد که عمدتاً از طریق آقای بارو و دوستانش بدست می‌آمد. اینها شامل متون متعارف ریاضیات قرن هجدهم میلادی و مکانیک نظری بود، مانند کتاب ویلیام امرسون (چاپ ۱۷۶۹ میلادی)، که نظرات گالیله را ارائه می‌داد. تفضل همچنین رساله جبر توماس سیمپسون (چاپ ۱۷۴۵ میلادی)، استاد ریاضیات در آکادمی وولیچ، و رساله مقاطع مخروطی گیوم د لهپیتال (چاپ ۱۷۰۷ میلادی) ریاضی دان فرانسوی را آموخت."

### آثار
وی موارد زیر را تألیف کرد:
1. شرح رساله مقاطع مخروطی آپولونیوس
2. دو رساله در جبر
3. شرح رساله مقاطع مخروطی دیوفانت
4. ترجمه از کتاب اصول ریاضی فلسفه طبیعی اثر آقای آیزاک نیوتون
5. کتابی در مورد فیزیک
6. کتاب نجوم غربی

سایمون شفر می‌نویسد:
"تلاش وی برای ترجمه کتاب نیوتون قطعاً چشمگیر بود. در زمان ورود تفضل به کلکته، تنها یک ترجمه انگلیسی (اندرو موت، ۱۷۲۹) و یک ترجمه فرانسوی (مارکیز د شاتله، ۱۷۵۹) از کتاب لاتینی نیوتون وجود داشته‌است. به نظر می‌رسد این پروژه از اواسط سال ۱۷۸۹ آغاز شده و مدتی با تشویق روبن بورو ادامه یافته‌است. در سپتامبر ۱۷۸۹ ویلیام جونز به ویلیام پالمر، سفیر انگلیس در دربار سندیا (امپراتور مراتا)، گفت که دوستش تفضل در حال ترجمه کتاب نیوتون است. گزارشات پیشرفت کار توسط تفضل به اندرسون و توسط بورو به شور ارسال می‌شد. بورو پیشنهاد کرد که ترجمه همراه با شرح بورو باشد. وی در نوامبر ۱۷۹۰ در یک جلسه انجمن علمی آسیایی گزارش داد که "زمان اندکی که می‌توانستم صرف نوشتن شرحی بر آثار نیوتون و توضیح آن برای یک بومی بسیار مبتکر (علامه تفضل)، که آنها را به عربی ترجمه می‌کند، کردم." برای تفضل این فرصتی برای تسلط بر منابع نجوم نظری انگلیس بود."
برخی از این کتابها در حوزه‌های علمیه شیعه در اوایل قرن نوزدهم در لکهنو تدریس می‌شد. جانشین وی، سعادت علی خان دوم، رصدخانه ای را در لکهنو تأسیس کرد. نواب غازی الدین حیدر و نواب نصیرالدین حیدر از یادگیری علم مدرن حمایت می‌کردند.

### همکاری با دکتر جیمز دِن وِیدی
در سال ۱۷۹۲، جیمز دِن وِیدی، دانش رسان اسکاتلندی، شانس خود را در چین امتحان کرد اما نتوانست امپراتور را تحت تأثیر قرار دهد و او با بحران مالی روبرو شد. در سال ۱۷۹۴ میلادی، جیمز دِن وِیدی به کلکته مهاجرت کرد و در زمینه علوم طبیعی سخنرانی‌های عمومی را آغاز کرد و نمایش پدیده‌های علمی را به صحنه برد، و از این طریق پول بدست می‌آورد. وی همچنین درس خصوصی ریاضیات مدرن، نجوم نیوتونی و هندسه را ارائه داد. وی معتقد بود که بدون استدلال ریاضی نمی‌توان در عمق علوم پی برد. او گفت:
"فلسفه طبیعی می‌تواند فقط در بخشهایی از علم که بزبان ریاضی مطرح شده‌اند تحقیقات خود را با اطمینان و قطعیت انجام بدهد و بهره ای بردارد."
او معتقد بود که بدون دانش ریاضی، نمی‌توان از درجه درک یک دانش آموز از علم فراتر رفت. علامه تفضل حسین کشمیری پیش از این "اصول ریاضی فلسفه طبیعی" نیوتن را در سال ۱۷۸۹ به عربی ترجمه کرده بود. بعد از اینکه دِن وِیدی در کلکته شروع به تدریس کرد، در ۲۴ اکتبر ۱۷۹۴، علامه که اون زمان پیر بود، خود را به عنوان شاگرد ثبت نام کرد. دِن وِیدی ابتدا نورشناسی و سپس هندسه مدرن را به او آموخت. تفضل در آموختن ریاضی با مشکل رو برو شد و این برای جیمز باور نکردنی بود. او می‌گوید:
"این که فردی که این همه فلسفه می‌خواند، از ریاضیات کاربردی کاملاً بی اطلاع باشد تا حدودی غیر عادی است".

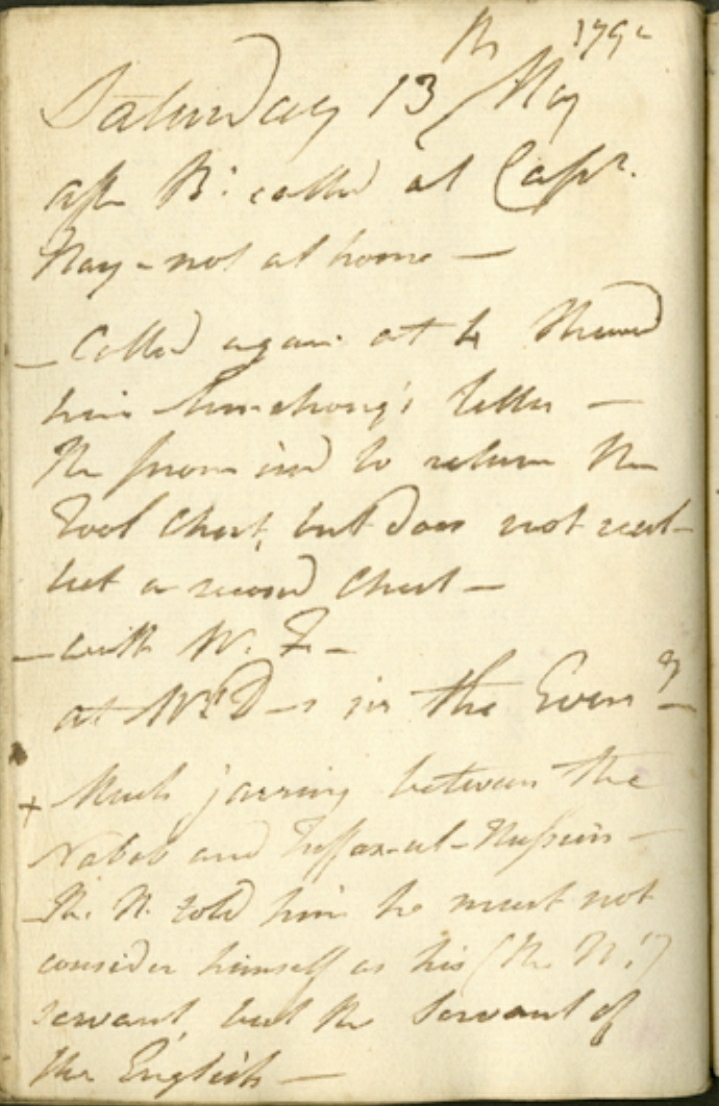
جیمز دِن وِیدی در دفتر خاطرات خود یادداشت می‌کند: "اختلاف ناخوشایند بین نواب و تفضل حسین، نواب به او گفت که خود را نوکر من نگو بلکه خادم انگلیس بگو."

علامه همچنین مسئولیت سفارت را به عهده داشت و مجبور شد درس‌های خصوصی را برای مدتی ترک کند. در لکهنو، نواب او را سرزنش کرد و گفت که او بیش از این که مستخدم سلطنت باشد نوکر انگلیس شده، زیرا وقت خودش را صرف یادگیری و ترجمه دانش علمی مدرن می‌کرد. در نوامبر ۱۷۹۵، او دوباره به درس شرکت کرد و این بار دکتر جیمز دِن وِیدی نجوم تجربی را به او آموخت. این مبادله دو طرفه بود، زیرا علامه تفضل همچنین نجوم هند و عرب را به دکتر دِن وِیدی توضیح می‌داد.

### مخالفت روحانیت سنی
روحانی مشهور آن زمان، شاه عبدالعزیز دهلوی صاحب کتاب «تحفه اثنا عشریه»، فرزند شاه ولی‌الله دهلوی، وی را «ملحدِ کامل» اعلام کرد.

## شاگردان
- نواب سعادت علی خان دوم
- آیت‌الله دلدار علی نقوی نصیرآبادی

## مرگ
در سال ۱۷۹۹ میلادی، وی دچار خونریزی مغزی شد و بدن وی در حالت فلج قرار داد. وی در ۳ مارس ۱۸۰۱ در مسیر لکهنو درگذشت. میرزا ابوطالب خان با دریافت خبر مرگ وی در لندن مرثیه نوشت.

## جستار های وابسته
- نواب آصف الدوله
- نواب سعادت علی خان دوم
- دلدار علی نقوی
- پرویز هودبهائی